# Kolonia

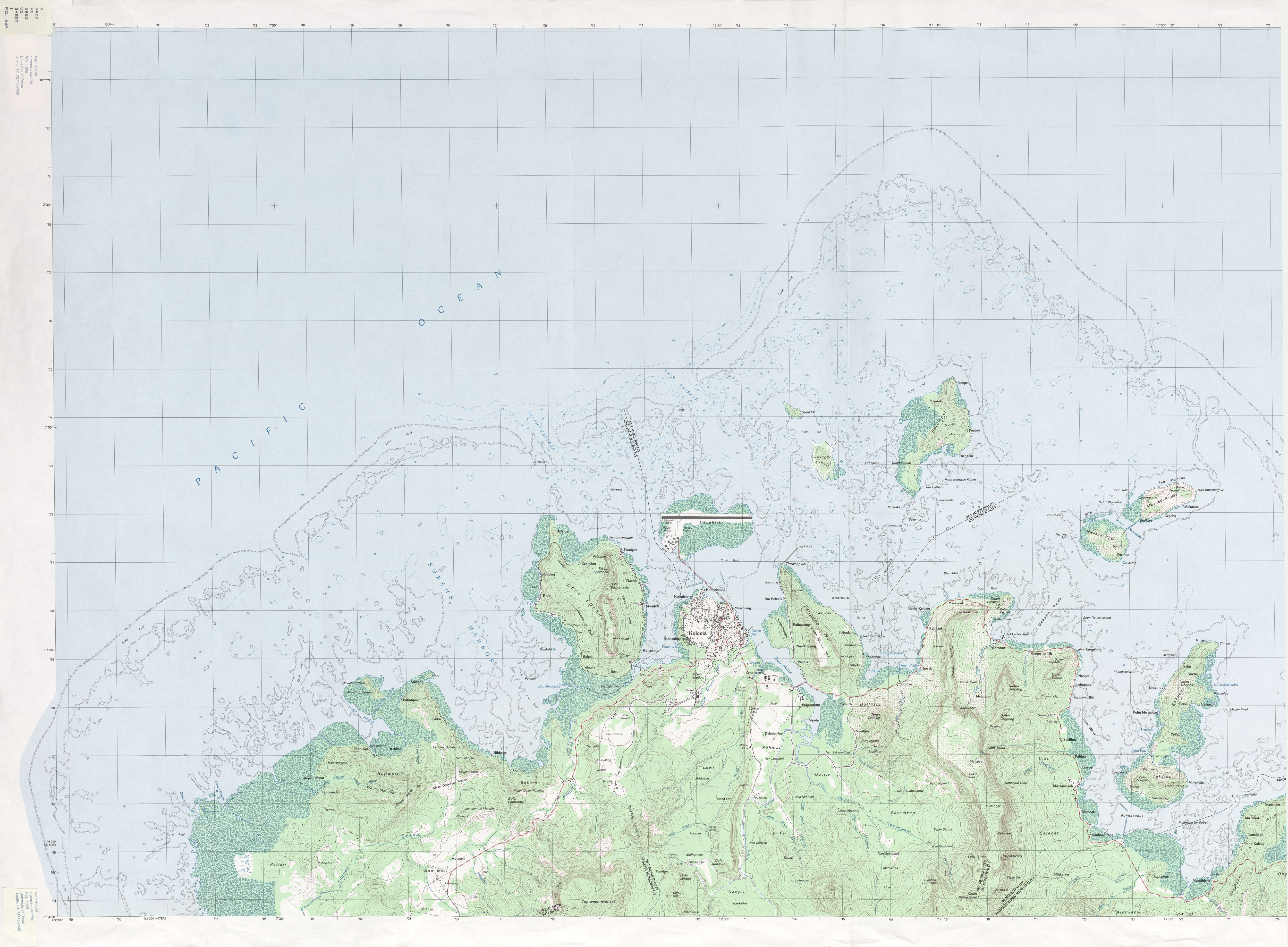
Karte des Nordwestteils der Insel Pohnpei von 1983, mit Kolonia an der Nordküste

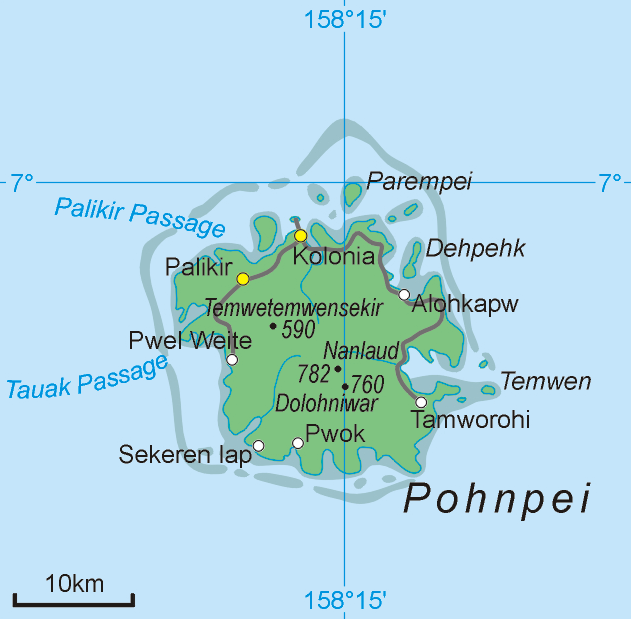
Karte der Insel Pohnpei

Kolonia ist eine Stadt in den Föderierten Staaten von Mikronesien im Pazifischen Ozean. Sie liegt im Norden der Insel Pohnpei und hat 6074 Einwohner (Stand 2010). Etwa zwei Kilometer nördlich von Kolonia liegt auf der Insel Dekehtik der internationale Flughafen.
Kolonia ist die Hauptstadt des Staates Pohnpei, eines der vier Bundesstaaten, die zusammen die Föderierten Staaten von Mikronesien bilden. Irrtümlich wird die Stadt häufig zudem als Hauptstadt des Gesamtstaates angesehen; diese ist jedoch das fünf Kilometer entfernte, ebenfalls auf Pohnpei gelegene Palikir. Lediglich einige Behörden des Gesamtstaates haben in Kolonia ihren Sitz.
Der Erhalt des Glockenturms der ehemaligen deutschen Missionskirche in Kolonia und die Pflege des kleinen deutschen Friedhofs wurden mit deutschen Bundesmitteln gefördert.

## Geschichte
Das Gebiet der heutigen Stadt Kolonia hieß in vorkolonialer Zeit Mesenieng und war Teil der Gemeinde (damals Königreich) Nett. Die spanische Kolonialmacht errichtete dort erstmals 1887 eine Stadt als Zentrum für Verwaltung und Militär und nannte sie Santiago de la Ascensión. 1899, nach dem Spanisch-Amerikanischen Krieg, ging die Insel mit den übrigen Karolinen-Inseln in deutschen Kolonialbesitz über. 1905 wurde die Stadt durch einen Taifun zerstört. Mit Beginn des Ersten Weltkriegs 1914 wurde die Insel japanischer Besitz. Anders als Spanien und das Deutsche Reich brachte Japan tausende von Siedlern zumeist aus Okinawa auf die Insel. Dies führte zu einem schnellen Wachstum der Stadt, die bald 900 Gebäude zählte. Während des Zweiten Weltkriegs wurde die Stadt durch Brandbomben völlig zerstört. Anschließend wurde sie unter amerikanischer Verwaltung langsam wieder aufgebaut.

## Fotogalerie

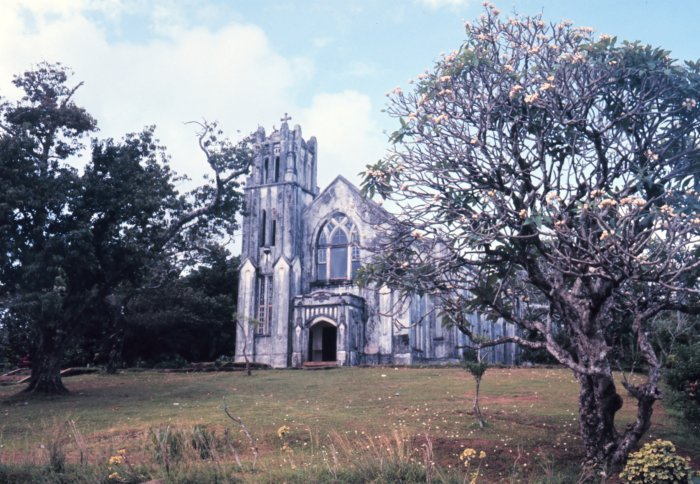
Kirche der United Church of Christ in Pohnpei (UCCP) 1973.
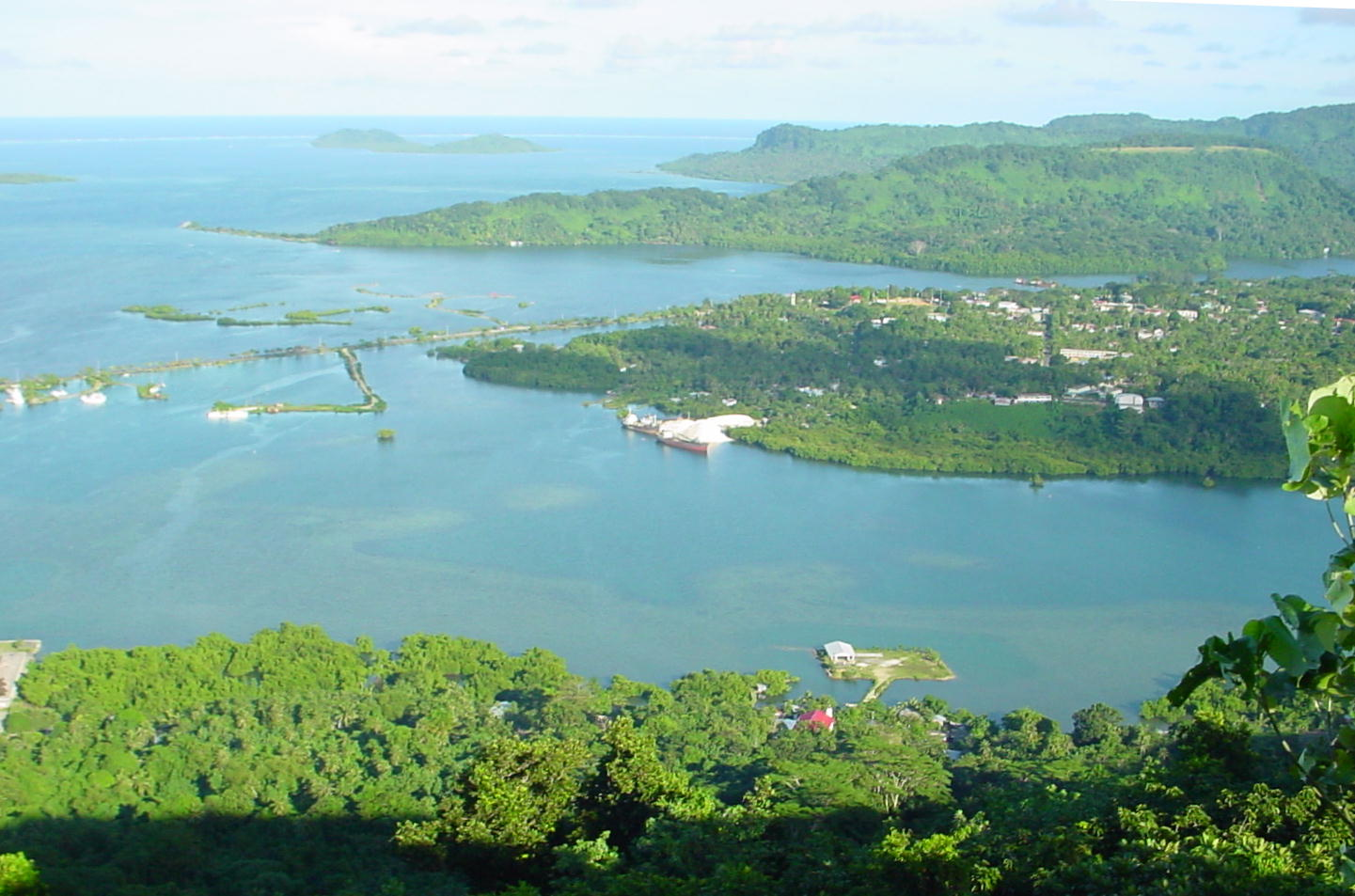
Stadt Kolonia
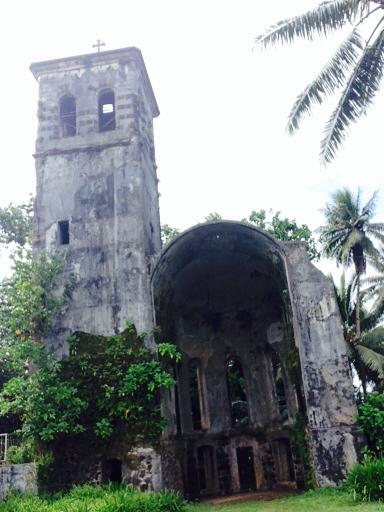
Deutscher Glockenturm

## Söhne und Töchter der Stadt
- Lerissa Henry (* 1997), Sprinterin